# Marijan Ćavar
Marijan Ćavar (ur. 2 lutego 1998 w Prozor-Rama) – bośniacki piłkarz grający na pozycji pomocnika w Eintrachcie Frankfurt.

## Życiorys
W czasach juniorskich trenował w HNK RAMA, HNK Branitelj Mostar i Zrinjskim Mostar. W 2017 roku dołączył do seniorskiego zespołu tego ostatniego. W rozgrywkach Premijer liga Bosne i Hercegovine zadebiutował 28 maja 2017 w wygranym 3:0 meczu ze Slobodą Tuzla. 19 stycznia 2018 odszedł za około 400 tysięcy euro do niemieckiego Eintrachtu Frankfurt. W Bundeslidze po raz pierwszy zagrał 28 kwietnia 2018 w przegranym 1:4 spotkaniu z Bayernem Monachium. Do gry wszedł w 59. minucie, zmieniając Mijata Gaćinovicia. 31 sierpnia 2018 został wypożyczony do chorwackiego NK Osijek.
W reprezentacji Bośni i Hercegowiny zadebiutował 29 stycznia 2018 w zremisowanym 0:0 towarzyskim meczu ze Stanami Zjednoczonymi. Grał w nim od 46. minuty po zastąpieniu Tomislava Tomicia.